# مايكل براندنر
مايكل براندنر (بالألمانية: Michael Brandner)‏ (13 فبراير 1995 بسالزبورغ في النمسا - ) هو لاعب كرة قدم نمساوي في مركز الوسط. شارك مع منتخب النمسا تحت 17 سنة لكرة القدم ومنتخب النمسا تحت 18 سنة لكرة القدم ومنتخب النمسا تحت 19 سنة لكرة القدم ومنتخب النمسا تحت 20 سنة لكرة القدم ومنتخب النمسا لكرة القدم. أما مع النوادي، فقد لعب مع نادي ليفيرينج ونادي رييد.

## وصلات خارجية
- مايكل براندنر على موقع قاعدة بيانات كرة القدم.إي يو (الإنجليزية)
- مايكل براندنر على موقع Soccerway.com (الإنجليزية)
- مايكل براندنر على موقع عالم كرة القدم.نت (الإنجليزية)